# Patrick van der Broeck
Patrick van der Broeck (Kerkrade, 3 juni 1966) is een Nederlands politicus. Sinds 1 januari 2017 is hij dijkgraaf van Waterschap Limburg. Op 31 mei 2023, de dag waarop zijn termijn als dijkgraaf eindigde, legde Van der Broeck zijn dijkgraafschap neer omdat hij op 24 mei 2023 de koning heeft gevraagd hem ontslag te verlenen.

## Loopbaan
Van der Broeck groeide op in Kerkrade en woont thans in Oirlo (gemeente Venray).
In 1986 begon Van der Broeck met de studie Cultuurtechniek aan de Internationale Agrarische Hogeschool Larenstein. Na afronding van deze opleiding in 1990 studeerde hij verder aan de Universiteit van Utrecht. Hier volgde hij de opleiding Fysische Geografie. Daarna werd hij projectleider bij aannemingsbedrijf Kanters/Sade Milieu en werkte nadien bij de provincie Utrecht, de Grontmij en de Dienst Landelijk Gebied (DLG).
Van der Broeck werd in 1988 politiek actief door het CDJA in Kerkrade op te richten en hiervan bestuurslid te worden. In 1989 werd hij ook bestuurslid van het CDJA Limburg en tevens algemeen bestuurslid van het landelijke CDJA voor de Provincie Limburg. Van der Broeck werd in 1995 gekozen tot Statenlid in de Provinciale Staten van Limburg. Van 2002 tot 2006 was hij gemeenteraadslid in Venray. Van 2006-2010 was hij wethouder in deze gemeente met als portefeuille: Openbare Ruimte, Kunst, Cultuur en Sport, Milieu, Deregulering en Financiën.
In 2010 werd hij opnieuw wethouder (tevens locoburgemeester) in de gemeente Venray met ditmaal als portefeuille: Volkshuisvesting, Ruimtelijke Ordening en Milieu, Kunst, Cultuur en Sport, Leefbaarheid.
In mei 2011 legde Van der Broeck zijn wethouderschap neer omdat hij op 13 mei 2011 beëdigd zou worden als gedeputeerde van de provincie Limburg met als portefeuille: Ruimtelijk Beleid (inclusief herziening Provinciaal Omgevingsplan Limburg (POL) en Meerjarenprogramma Infrastructuur, Ruimte en Transport (MIRT)), Milieu- en Waterbeleid en Duurzaamheid. Door de val van de coalitie is zijn portefeuille in augustus 2012 gewijzigd en heeft hij nu als portefeuille Ruimte en Infra. In de gemeente Venray werd Van der Broeck als wethouder opgevolgd door Lucien Peeters.
Bij de start van de nieuwe coalitieperiode in 2015 werd Van der Broeck opnieuw beëdigd als gedeputeerde van de provincie Limburg. Dit keer met de portefeuille: Natuurbeleid, Plattelandsontwikkeling, Nationaal Landschap, Landbouw, Openbaar Vervoer, Rijksinfrastructuur en Monumenten.
Op 19 oktober 2016 maakten Waterschap Peel en Maasvallei en Waterschap Roer en Overmaas bekend Patrick van der Broeck voor te dragen als dijkgraaf van het nieuwe Waterschap Limburg.
De benoeming tot dijkgraaf is ingegaan op 1 januari 2017, tegelijk met de startdatum van het nieuwe Waterschap Limburg. Patrick van der Broeck werd als gedeputeerde opgevolgd door Hubert Mackus.

## Privé
Van der Broeck is gehuwd en heeft twee kinderen. Hij is rooms-katholiek.